# John Alvbåge
John Alvbåge (ur. 10 sierpnia 1982 w Torslandzie) – szwedzki piłkarz grający na pozycji bramkarza.

## Kariera klubowa
Alvbåge jest wychowankiem klubu Torslanda IK pochodzącego z przedmieść Göteborga. W 1999 roku zadebiutował w nim w trzeciej lidze szwedzkiej. Po roku gry w Torslandzie John przeszedł do Västra Frölunda IF, z którą w 2000 roku spadł z pierwszej ligi, a przez kolejne 2 lata był jej pierwszym bramkarzem w drugiej lidze. W 2003 roku Alvbåge przeszedł do Örebro SK, gdzie także grał w wyjściowej jedenastce i najpierw zajął z tym zespołem 8., a w 2004 roku 7. miejsce w szwedzkiej ekstraklasie. W 2005 roku John przeniósł się do jednego z czołowych klubów w kraju, IFK Göteborg. Tam jednak był tylko rezerwowym dla byłego reprezentanta kraju, Bengta Anderssona i przez pół roku nie rozegrał żadnego ligowego meczu. Natomiast w lipcu 2005 wybrał ofertę Viborg FF i tam został pierwszym bramkarzem zastępując odchodzącego do FC København, Jespera Christiansena. W 2006 roku zajął z Viborg 4. miejsce w lidze duńskiej, a w 2007 – 9. W latach 2008–2011 grał w Örebro SK. Z kolei w 2012 roku wrócił do IFK Göteborg.
| Sezon     | Klub                   | Kraj              | Rozgrywki                 | Mecze | Bramki |
| --------- | ---------------------- | ----------------- | ------------------------- | ----- | ------ |
| 1999      | Torslanda IK           | Szwecja           | 3. liga                   | 1     | 0      |
| 2000      | Västra Frölunda IF     | Szwecja           | Allsvenskan               | 12    | 0      |
| 2001      | Västra Frölunda IF     | Szwecja           | Superettan                | 30    | 0      |
| 2002      | Västra Frölunda IF     | Szwecja           | Superettan                | 30    | 0      |
| 2003      | Örebro SK              | Szwecja           | Allsvenskan               | 26    | 0      |
| 2004      | Örebro SK              | Szwecja           | Allsvenskan               | 25    | 0      |
| 2005      | IFK Göteborg           | Szwecja           | Allsvenskan               | 0     | 0      |
| 2005/06   | Viborg FF              | Dania             | Superligaen               | 33    | 0      |
| 2006/07   | Viborg FF              | Dania             | Superligaen               | 33    | 0      |
| 2007/08   | Viborg FF              | Dania             | Superligaen               | 21    | 0      |
| 2008      | Örebro SK              | Szwecja           | Allsvenskan               | 18    | 0      |
| 2009      | Örebro SK              | Szwecja           | Allsvenskan               | 30    | 0      |
| 2010      | Örebro SK              | Szwecja           | Allsvenskan               | 30    | 0      |
| 2011      | Örebro SK              | Szwecja           | Allsvenskan               | 28    | 0      |
| 2012      | IFK Göteborg           | Szwecja           | Allsvenskan               | 23    | 0      |
| 2013      | IFK Göteborg           | Szwecja           | Allsvenskan               | 30    | 0      |
| 2014      | IFK Göteborg           | Szwecja           | Allsvenskan               | 19    | 0      |
| 2015      | IFK Göteborg           | Szwecja           | Allsvenskan               | 30    | 0      |
| 2016      | IFK Göteborg           | Szwecja           | Allsvenskan               | 29    | 0      |
| 2017      | Minnesota United       | Stany Zjednoczone | Major League Soccer       | 3     | 0      |
| 2017      | Stabæk Fotball         | Norwegia          | Eliteserien               | 8     | 0      |
| 2017/2018 | Omonia Nikozja         | Cypr              | Protathlima A’ Kategorias | 1     | 0      |
| 2018/2019 | Nea Salamina Famagusta | Cypr              | Protathlima A’ Kategorias |       |        |

## Kariera reprezentacyjna
W reprezentacji Szwecji Alvbåge zadebiutował 23 stycznia 2006 roku w zremisowanym 0:0 meczu z Jordanią. W tym samym roku został powołany przez Larsa Lagerbäcka do 23-osobowej kadry na Mistrzostwa Świata w Niemczech, na których był trzecim bramkarzem po Andreasie Isakssonie oraz Rami Shaabanie.